# ГЕС Xiàtè
ГЕС Xiàtè (夏特水电站) — гідроелектростанція, що споруджується на північному заході Китаю в провінції Сіньцзян. Знаходячись між ГЕС Tǎrìlēigā (вище по течії) та ГЕС Kǎlābèilì, входитиме до складу каскаду на річці Кизилсу – верхній течії Кашгару, лівої притоки Яркенду (центральна твірна річки Тарим, котра тече до безсточного озера Лобнор).
Відпрацьована станцією Tǎrìlēigā вода за допомогою каналу довжиною 3,1 км та тунелю довжиною 18,2 км транспортуватиметься до машинного залу ГЕС Xiàtè. Така схема дозволить використати падіння річки майже у три сотні метрів – між позначками 2199 (за іншими даними, 2215) та 1920 метрів НРМ. 
Основне обладнання станції Xiàtè становитимуть чотири турбіни типу Френсіс потужністю по 62 МВт, які забезпечуватимуть виробництво 936 млн кВт-год електроенергії на рік.
Введення об’єкту в експлуатацію заплановане на 2021 рік.